# 國軍高雄總醫院

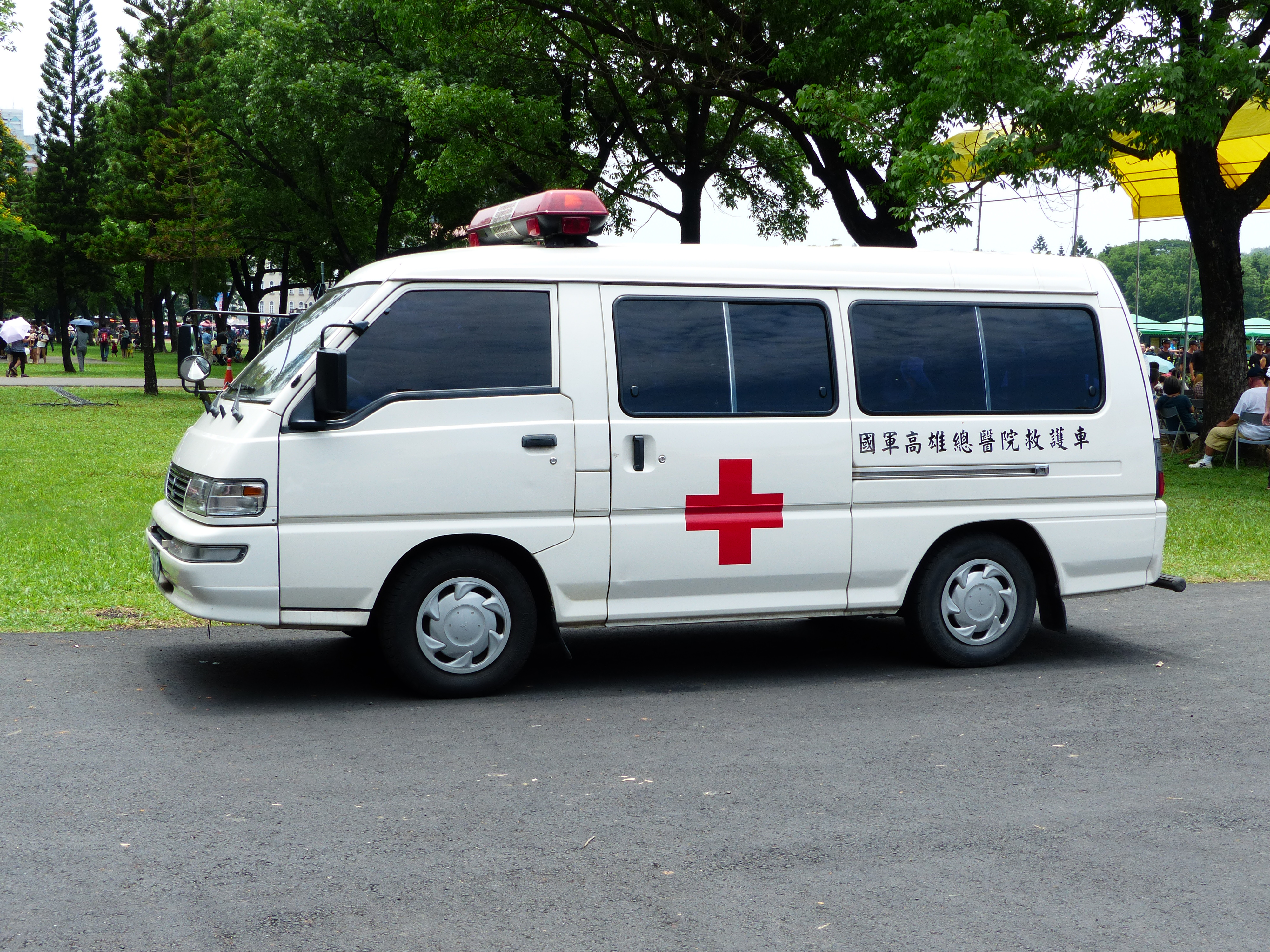
國軍高雄總醫院救護車

國軍高雄總醫院是中華民國國防部軍醫局所管理的一間軍醫院，番號陸軍第八○二總醫院（八○一醫院為三軍總醫院中正區舊址），位於高雄市苓雅區中正一路2號，俗稱苓雅軍醫院。由於地近鳳山區，民眾有時稱之為鳳山軍醫院。除對軍職人員及其眷屬提供醫療服務和因應國防和軍事需求的醫學研究活動外，也以「國軍高雄總醫院附設民眾診療服務處」名義對一般大眾提供醫療服務。

## 歷史沿革

### 日治時期
高雄市最晚在1920年代已設有「臺南衛戍病院高雄分院」，位在壽山山腳下靠近西子灣處，是具有溫泉的療養所。1936年11月10日，改稱「臺南陸軍病院高雄分院」。1939年9月9日，改為「臺南陸軍病院高雄臨時分院」。1944年8月22日，公告設立「高雄陸軍病院」，並在同年9月10日編成，隸屬於臺灣軍司令部，作為南方戰區的第一收容處所，傷患先送到高雄陸軍病院後，再轉送至台南、臺北陸軍病院。在戰期間，本院遷至高雄市大港埔，且為了戰時疏散以減少醫院被空襲受災，開設了溪邊分院（旗山街溪州）、北隘寮分院（旗山郡隘寮）、和尚分院（旗山郡旁責坑）、旗山分室（旗山街）、木柵分室（旗山郡木柵）、大寮分室（大寮庄大寮）。1945年8月15日日本投降。

### 戰後
1945年10月19日，高雄陸軍病院改隸第12師團，同年12月27日在改隸臺灣軍司令部。高雄陸軍病院所在的高雄作為遣送日僑的港口之一，嘉義至屏東的陸軍病院的病患在最後皆移到高雄陸軍病院，然後從高雄港返回日本。1945年12月底，高雄陸軍病院由中國方接收後改為「臺灣區第六醫院」，之後由聯勤105醫院接管，之後再成為「聯勤第五總醫院第二組」。
在約略同時間，國民政府軍政部於1945年在南京市市郊湯山成立「首都臨時陸軍醫院」。1947年，改制為「首都陸海空軍醫院」。1949年1月，遷至廣東省廣州市，在5月改稱「聯勤第一總醫院」。1949年7月，遷至臺灣高雄市六合一路，接收第五總醫院第二組的院舍，同時改稱「陸海空軍總醫院」。1952年4月，改隸聯合後勤司令部，並改稱「第二總醫院」。1960年5月，正式定名「陸軍第八○二總醫院」。因配合道路開闢及都市發展，在1977年3月21日遷至苓雅區現址，舊址在之後改作七賢國小。
1995年，改為「國軍八○二總醫院」。1998年7月1日，改為「國軍高雄總醫院」。2002年3月1日，改隸國防部軍醫局。2005年7月1日，接收聯勤司令部所屬「國軍高雄門診中心附設民眾診療服務處」。2006年6月30日，裁撤「國軍高雄總醫院屏東分院」，改為「附設屏東民眾診療服務處」。2013年1月1日，國軍左營總醫院、國軍岡山醫院納編至本院，改為國軍高雄總醫院左營分院及國軍高雄總醫院岡山分院。2023年11月左營分院升格為總醫院

## 左營分院
曾名海軍總醫院、國軍八○六總醫院。
2013年1月1日，國軍左營總醫院裁併納編至國軍高雄總醫院，改為國軍高雄總醫院左營分院。
2023年11月左營分院升格為總醫院。

### 歷史沿革
- 1945年台灣光復後收編為「海軍醫院」
- 1947年更名為「海軍第三醫院」
- 1949年正式定名為「海軍總醫院」
- 1982年起醫院評鑑評定為「區域教學醫院」
- 1995年精進案改名為「國軍八○六總醫院」
- 1998年精實案更名為「國軍左營醫院」
- 2002年實施國防二法改隸屬國防部軍醫局
- 2005年更名為「國軍左營總醫院」
- 2013年更名為「國軍高雄總醫院左營分院」
- 2023年更銜為「國軍左營總醫院」

## 岡山分院
原國軍岡山醫院，曾名國軍八一四醫院岡山分院。
2013年1月1日裁併納編至國軍高雄總醫院，改為國軍高雄總醫院岡山分院。

### 歷史沿革
- 1938年創院於昆明，名為「第二空軍醫院」。
- 1949年隨空軍官校播遷來台，並定名為「空軍官校筧橋醫院」，於同年5月1日擴編為「岡山空軍醫院」。
- 1959年為因應台海空戰任務需要，增設「航空生理訓練室」，以提供飛行人員之生理訓練。
- 1986年奉令改稱「國軍第八一四醫院岡山分院」。
- 1997年3月29日本院遷入現址，航生室並於7月1日擴編成立「航空生理訓練中心」。
- 1998年7月1日奉令擴編為「國軍岡山醫院」。
- 2013年1月1日與國軍高雄總醫院、國軍左營總醫院進行醫療系統整併並改稱「國軍高雄總醫院岡山分院」。

## 屏東分院
原國軍高雄總醫院屏東分院，曾名原國軍八一五醫院。

### 歷史沿革
- 1938年10月10日在湖南衡陽成立醫務所。
- 1941年2月1日遷駐四川成都為空軍醫院。
- 1949年政府遷台時轉駐雲林虎尾。
- 1950年11月1日遷至屏東市中華路。
- 1986年7月1日奉命更名為國軍第八一五醫院。
- 1992年著手遷建工程，於1997年7月1日完工，並搬至現址。
- 1998年7月1日奉命更名為國軍高雄總醫院屏東分院。
- 2006年7月1日組織調整更名為國軍高雄總醫院附設屏東民眾診療服務處。
- 2021年7月1日奉命恢復軍編制，醫院名稱為【國軍高雄總醫院屏東分院附設民眾診療服務處】迄今。

## 外部連結
- 官方网站